# Olbramovice, Znojmo
Olbramovice là một chợ huyện thuộc huyện Znojmo, vùng Jihomoravský, Cộng hòa Séc.